# Юхновський Ігор Рафаїлович

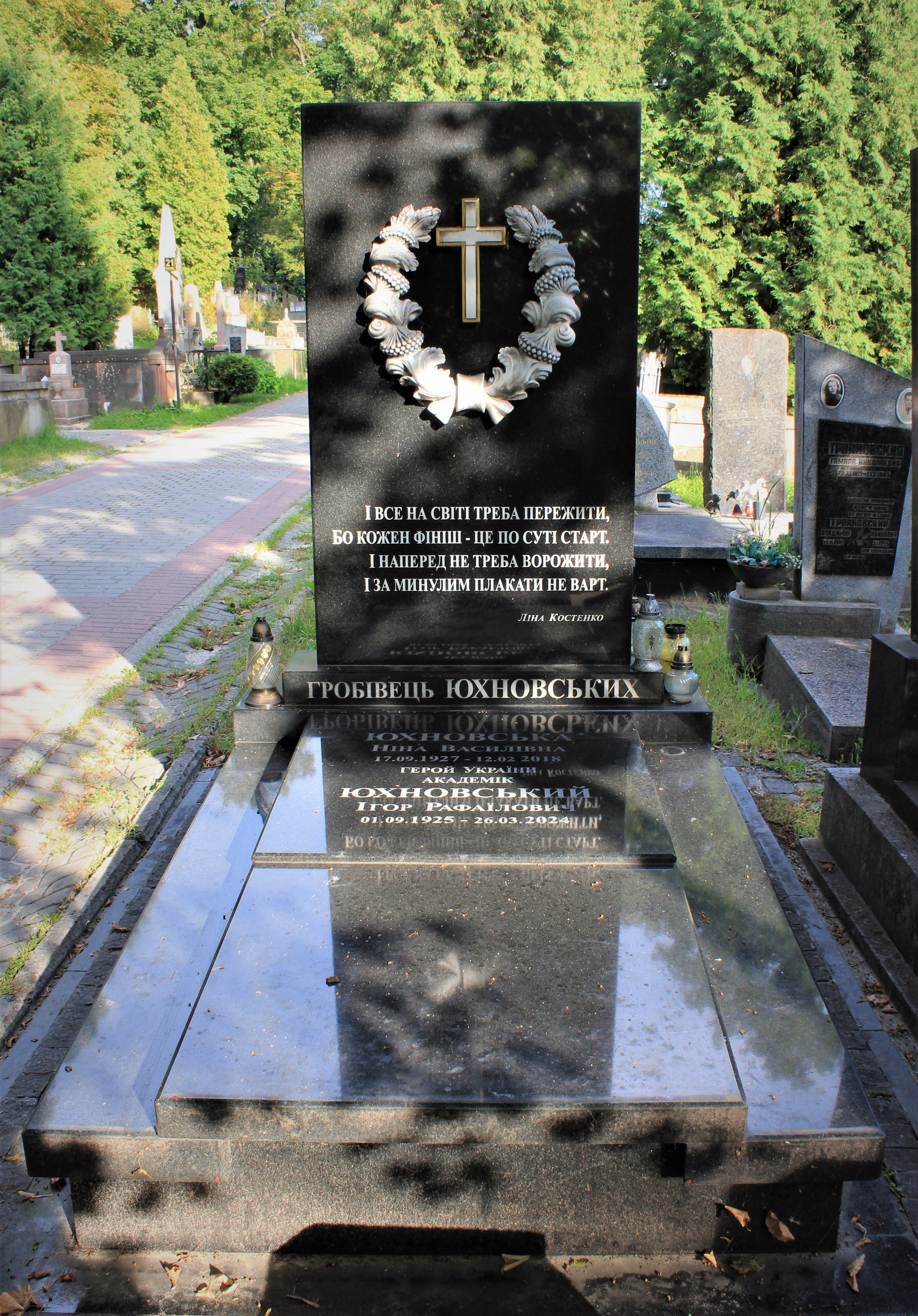
Родинний гробівець Юхновських

І́гор Рафаї́лович Юхно́вський (1 вересня 1925, Княгинине, Дубенський повіт, Волинське воєводство, Польська Республіка, нині Рівненська область, Україна — 26 березня 2024, Львів, Україна) — український фізик-теоретик, громадський та політичний діяч. Доктор фізико-математичних наук, професор, академік НАН України, народний депутат України І — IV скликань, почесний громадянин Львова. Герой України (2005). Кандидат у Президенти України на виборах 1991 року (посів 5-те місце, 554 719 голосів, 1,74 %).
Співзасновник та виконувач обов'язків Голови Українського інституту національної пам'яті (2006—2010). Почесний директор Інституту фізики конденсованих систем НАН України, почесний доктор Інституту теоретичної фізики НАН України, доктор Honoris Causa Львівського національного університету імені Івана Франка.

## Життєпис
Народився 1 вересня 1925 року в селі Княгинине Дубенського повіту Волинського воєводства Польщі (нині Демидівська селищна територіальна громада Дубенського району Рівненської області України). Учасник німецько-радянської війни, сапер та мінер 1-го взводу 1-ї роти 201 батальйону резерву Головного командування Збройних Сил СРСР. Брав участь, зокрема, у Львівській битві. Завершив службу в Австрії.
Після демобілізації повернувся у Львів. Вивчав фізику у Львівському державному університеті імені Івана Франка. У 1954 році здобув ступінь кандидата фізико-математичних наук. У 1965 році захистив докторську дисертацію з фізики.
Створив добре знану у світі Львівську наукову школу статистичної фізики. Розробив оригінальні й потужні методи теоретичних досліджень систем взаємодіяльних частинок: метод колективних змінних та метод зміщень і колективних змінних, які дозволили розв'язати серію принципових проблем фізики конденсованої речовини. Він та його учні зробили суттєвий внесок у розвиток теорії рідин та розчинів електролітів, металів і сплавів, невпорядкованих систем, фазових переходів та критичних явищ. Останнім часом у полі наукових інтересів І. Р. Юхновського були математичні методи в економіці та розвитку суспільства, проблеми енергетики, проблеми безпеки об'єкта «Укриття» на Чорнобильській АЕС, теорія гетерогенного каталізу та низка інших стратегічно важливих проблем для держави. Автор близько 500 наукових статей, 7 монографій та підручників.
У 1969 році у Львові створив Відділ статистичної теорії конденсованих станів Інституту теоретичної фізики АН УРСР. На його основі в 1990 році засновано Інститут фізики конденсованих систем НАН України, де І. Р. Юхновський мав учнів, серед яких Іван Олександрович Вакарчук, Юрій Кирилович Рудавський та Марк Аунович Рувінський. Протягом 1990—1998 років очолював Західний науковий центр НАН України. Для підтримки проведення наукових досліджень в Україні в 1996 році заснував Фонд підтримки науки.
З кінця 1980-х років включився в активну громадську діяльність, був одним з очільників товариства «Меморіал».
У березні 1990 року обраний депутатом Верховної Ради України. У парламенті очолював опозицію як Голова Народної Ради. Був співавтором Декларації про державний суверенітет України. Був народним депутатом І–IV скликань Верховної Ради України.
У 1991 році був кандидатом у Президенти України, але набрав 554 719 голосів або 1,74 %.
У 1990–1993 роках був Головою Комісії Верховної Ради з питань науки та освіти, членом Президії Верховної Ради. У 1992 році працював Державним радником України та очолював Колегію з питань науково-технічної політики Державної Думи України. З жовтня 1992 до 1993 року працював на посаді Першого віцепрем'єр-міністра України. 1994 року вдруге обраний депутатом Верховної Ради України. У 1994–1996 роках був лідером депутатської групи «Державність». 1996 року за його ініціативою створено Міжвідомчу аналітичну консультативну раду при Кабінеті Міністрів України. 1998 року втретє обраний народним депутатом України, належав до фракції Українського народного руху.
Протягом грудня 1999 — березня 2002 років був Головою Комітету з питань науки і освіти Верховної Ради України. 2002 року вчетверте обраний до Верховної Ради України за єдиним списком від блоку Віктора Ющенка «Наша Україна», входив до складу фракції «Наша Україна» й був першим заступником, а згодом Головою Комітету Верховної Ради України з питань науки і освіти та Головою спеціальної тимчасової комісії Верховної Ради України з питань майбутнього.
Був засновником та головою Всеукраїнського об'єднання ветеранів, виступав за примирення червоноармійців та воїнів УПА.
Спільно з Георгієм Крючковим очолював Тимчасову спеціальну комісію Верховної Ради України з питань моніторингу виборчого законодавства (2006).
У червні 2006 року Постановою Кабінету Міністрів України І. Р. Юхновського призначено в. о. Голови Українського інституту національної пам'яті — центрального органу виконавчої влади зі спеціальним статусом.
Один із засновників та учасник (із 2011 року) ініціативної групи «Першого грудня».
Помер 26 березня 2024 року у віці 98 років у Львові. Був похований 28 березня в родинному гробівці на 51 полі Личаківського цвинтаря.

### Родина
- Батько — Рафаїл Автономович (1898—1982)
- Мати — Ганна Фортунатівна (1905—1982)
- Дружина — Ніна Василівна (1927—2018)
- Дочка — Наталія (нар. 1952)
- Син — Петро (нар. 1957)[14]

## Нагороди
- Звання Герой України з врученням ордена Держави (23 серпня 2005) — за визначний особистий внесок у національне відродження і побудову незалежної Української держави, багаторічну плідну громадську і політичну діяльність, вагомі наукові досягнення[15]
- Орден Свободи (1 грудня 2016) — за значний особистий внесок у державне будівництво, соціально-економічний, науково-технічний, культурно-освітній розвиток Української держави, вагомі трудові досягнення, багаторічну сумлінну працю[16]
- Орден князя Ярослава Мудрого III ст. (21 серпня 2020) — за значний особистий внесок у державне будівництво, соціально-економічний, науково-технічний, культурно-освітній розвиток України, вагомі трудові здобутки та високий професіоналізм[17]
- Орден князя Ярослава Мудрого IV ст. (16 січня 2009) — за вагомий особистий внесок у справу консолідації українського суспільства, розбудову демократичної, соціальної і правової держави та з нагоди Дня Соборності України[18]
- Орден князя Ярослава Мудрого V ст. (21 серпня 2001) — за значний особистий внесок у соціально економічний та культурний розвиток України, вагомі трудові досягнення та з нагоди 10-ї річниці незалежності України[19]
- Орден «За заслуги» I ст. (30 серпня 2000) — за вагомий особистий внесок у державне будівництво, багаторічну плідну наукову і громадську діяльність[20]
- Почесна відзнака Президента України (28 серпня 1995) — за вагомий внесок у розвиток вітчизняної науки, активну громадсько-політичну діяльність[21]
- Кавалер орденів СРСР «Знак пошани» (1975), Трудового Червоного Прапора (1985), Вітчизняної війни I ст. (1985)
- Лауреат премії АН УРСР імені М. М. Крилова
- Відзнака Президента України — ювілейна медаль «25 років незалежності України» (2016)[22]
- Лауреат премії НАН України імені М. М. Боголюбова за цикл праць «Асимптотичні методи нелінійної механіки та статистичної фізики» (2018)
- Почесний доктор Львівської політехніки (2019)[23].

## Вшанування пам'яті

### Топоніми
12 вересня 2024 року сесія Львівської міськради оголосила у Львові 2025-й рік, рік сторіччя вченого, роком Ігоря Юхновського.
У місті Київ вулицю Сулеймана Стальського планують перейменувати на вулицю Ігоря Юхновського.

### Колишні назви
18 липня 2024 року вулицю Професора Петра Буйка у Львові перейменували на вулицю Академіка Ігоря Юхновського.
Натомість 19 грудня 2024 року Львівська міська рада ухвалила рішення перейменувати вулицю Академіка Ігоря Юхновського на честь наймолодшого Героя України Павла Думанського. Натомість на честь академіка Юхновського хочуть назвати іншу вулицю у Львові. Один із варіантів – вулиця Наукова.

## Наукові праці
- Юхновський І. Р. Вибрані праці. Економіка. — Л. : Львівська політехніка, 2005. — 863 с.
- Юхновський І. Р. Вибрані праці. Політика. — Л. : Львівська політехніка, 2010. — 566 с.
- Юхновський І. Р. Вибрані праці. Фізика. — Л. : Львівська політехніка, 2005. — 856 с.
- Юхновський І. Р. Основи квантової механіки. — К. : Либідь, 2002. — 392 с.
- Юхновський І. Р., Козловський М. П., Пилюк І. В. Мікроскопічна теорія фазових переходів у тривимірних системах. — Л. : Євросвіт, 2001. — 590 с.
- Юхновский И. Р. Фазовые переходы второго рода. Метод коллективных переменных. — К. : Наукова думка, 1985. — 224 с.
- Юхновский И. Р., Головко М. Ф. Статистическая теория классических равновесных систем. — К. : Наукова думка, 1980. — 372 с.
- Юхновский И. Р., Гурский З. А. Квантово-статистическая теория неупорядоченных систем. — К. : Наукова думка, 1991. — 287 с.
- Юхновский И. Р., Курыляк И. И. Электролиты. — К. : Наукова думка, 1988. — 168 с.